# Katherine Hillard
Katherine "Kat" Hillard is een personage uit de televisieserie Power Rangers. Ze deed mee in het derde seizoen van Mighty Morphin Power Rangers, heel Power Rangers: Zeo en de eerste 18 afleveringen van Power Rangers: Turbo, een totaal van 198 afleveringen.
Ze werd gespeeld door Catherine Sutherland (als tiener/volwassene) en door Julia Jordan (als kind).

## Biografie

### InMighty Morphin Power Rangers
Katherine (vaak Kat genoemd) was een voormalige kampioenszwemmer die haar ambitie opgaf na een duikongeluk. Ze kwam naar Angel Grove vanuit Surrey Hill, Australië. Ze werd echter al snel doelwit van Rita Repulsa die haar tot haar spion maakte. Ze gaf Katherine onder andere het vermogen in een kat te veranderen om zo ongezien rond te lopen. Ze werd in haar katvorm gevonden door Kimberly Hart en Aisha Campbell, de Roze en Gele Rangers. Dit gaf haar de kans de rangers te bespioneren en cruciale informatie door te geven aan Rita.
Katherine stal Kimberly’s krachtmunt en wist hiermee de Falconzord te stelen, waardoor de andere Ninjazords waardeloos werden. Omdat de munt nu in de handen van het kwaad was, verloor Kimberly haar krachten en ook haar levensenergie.
Toen Kimberly door haar verzwakte toestand een ongeluk kreeg in het jeugdcentrum, verbrak dit Rita’s controle over Katherine en ze bracht Kimberly naar het ziekenhuis. Ze deed echter alsof ze nog steeds slecht was om zo Rita en Zedds hoofdkwartier binnen te dringen en de Roze Rangers krachtmunt terug te stelen.
Toen Kimberly vertrok om te trainen voor de Pan Global Games, gaf ze haar positie als Roze Ranger door aan Katherine. Ze kreeg bij het team al snel een relatie met Tommy Oliver.

### InMighty Morphin Alien Rangers
Toen Master Vile de tijd op aarde terugdraaide veranderde Kat net als de andere Rangers weer in een kind. Om de tijd te herstellen moesten ze de stukken van het legendarische Zeo kristal vinden, wat eerder door de Rangers zelf was verspreid in het verleden. Kats zoektocht bracht haar naar Australië.

### InPower Rangers: Zeo
Aan het begin van Power Rangers: Zeo werd Katherine met haar stuk van het zeo kristal de Roze Zeo Ranger. Toen Tommy gedurende dit seizoen een brief ontving van Kimberly met de mededeling dat ze iemand anders had ontmoet, werd de relatie tussen Katherine en Tommy nog sterker.

### InPower Rangers: Turbo
In de film Turbo: A Power Rangers Movie werden Katherines krachten nog verder versterkt tot die van de Roze Turbo Ranger. Na te zijn afgestudeerd werd ze een studentenbegeleider op Angel Grove High.
Katherine’s rol bij het Turbo Power Rangers team was maar van korte duur. Dimitrai vond dat zij en de andere Rangers hun taak hadden volbracht en het tijd was vervangers te zoeken. Katherine gaf haar positie door aan Cassie Chan. Daarna vertrok ze naar Engeland om ballet te gaan studeren.

## Trivia
- In de kerstaflevering van Power Rangers: Zeo werd een toekomst getoond waarin Katherine en Tommy Oliver getrouwd waren. Het is niet zeker of dit een alternatieve toekomst was of niet.
- Catherine Sutherland maakte bekend dat ze de serie niet wilde verlaten en behoorlijk geschokt was toen ze hoorde dat ze zou worden vervangen.
- Kat was de eerste Power Ranger die niet geboren was in Noord-Amerika maar in Australië.
- Katherine was de enige ranger die drie seizoenen op rij dezelfde Rangerkleur had: Roze.